# Pouan-les-Vallées
Pouan-les-Vallées ist eine französische Gemeinde mit 503 Einwohnern (Stand 1. Januar 2022) im Département Aube in der Region Grand Est. Sie gehört zum Arrondissement Troyes und zum Kanton Arcis-sur-Aube.

## Geographie
Die Gemeinde liegt in der Naturlandschaft Trockene Champagne, etwa 27 Kilometer nördlich von Troyes. Nachbargemeinden sind Champigny-sur-Aube im Norden, Ormes im Nordosten, Villette-sur-Aube im Osten, Nozay im Südosten, Prémierfait im Südwesten, Bessy im Westen und Viâpres-le-Petit im Nordwesten.
An der nördlichen Gemeindegrenze verläuft der Fluss Aube, das Ortsgebiet selbst wird von dessen Nebenfluss Barbuise durchquert.

## Geschichte

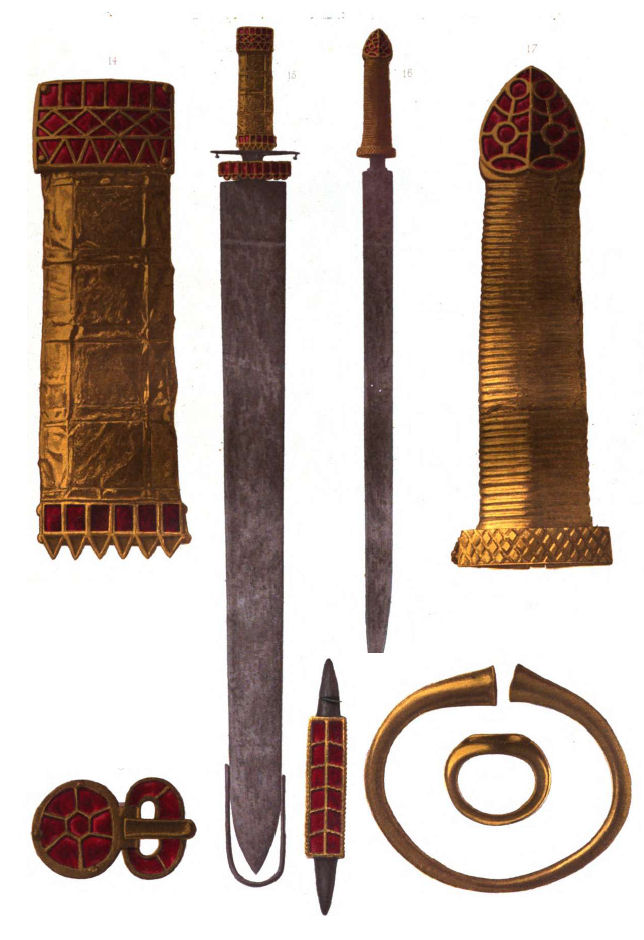
Beigaben aus dem Grabfund von Pouan

Aus Pouan stammt ein bedeutendes frühmittelalterliches „Fürstengrab“, zu dessen Ausstattung unter anderem eine Goldgriffspatha, ein goldener Handgelenkring und mit Almandinen besetzte Schnallen gehören. Der Siegelring mit der Aufschrift Heva gibt den Namen des Verstorbenen an.

### Bevölkerungsentwicklung
| Jahr      | 1968 | 1975 | 1982 | 1990 | 1999 | 2009 | 2018 |
| Einwohner | 424  | 437  | 453  | 468  | 442  | 502  | 528  |

## Sehenswürdigkeiten
- Kirche Saint-Pierre aus dem 13. Jahrhundert, Monument historique[2]